# Vendée (rivière)
Pour les articles homonymes, voir Vendée.
La Vendée est une rivière qui coule essentiellement dans le département français de la Vendée, auquel elle a donné son nom. C'est un affluent de la Sèvre Niortaise, fleuve côtier.

## Géographie
La Vendée prend sa source à L'Absie, dans les Deux-Sèvres et traverse Saint-Paul-en-Gâtine, commune limitrophe du département de Vendée. Elle passe dans l'ancienne préfecture de celui-ci, la ville de Fontenay-le-Comte, et longe la Charente-Maritime peu avant de se jeter dans la Sèvre Niortaise à L'Île-d'Elle, en amont de Marans. La longueur de son cours d'eau est de 82,1 km.

## Hydronymie
Le nom de la rivière fluvium Vendre est attesté au Xe siècle, puis flumen Vendee et Vendeia au XIe siècle. 
D'après Pierre-Henri Billy, il serait fondé sur le gaulois *vindo- signifiant « blanc, éclatant » avec une nuance sacrée.

## Principaux affluents
- La Mère, 32,9 km[1]
- La Longèves, 16,8 km[1]

## Statut
De sa source jusqu'au Pont-Neuf de Fontenay-le-Comte, la Vendée est un cours d'eau non domanial ; son lit et ses berges sont la propriété des riverains. En aval du Pont-Neuf et jusqu'à sa confluence avec la Sèvre Niortaise, la rivière appartient au domaine public fluvial de l'État.
La Vendée a été rayée de la nomenclature des voies navigables.
Un plan de prévention du risque inondation (PPRI) concernant la ville de Fontenay-le-Comte et son amont, a été approuvé en 2001.
Un schéma d'aménagement et de gestion des eaux (SAGE) est en cours d'élaboration pour la totalité du bassin versant de la Vendée.

## Aménagements
Les barrages d'Albert (3 Mm3), de Mervent (8,3 Mm3) et de Pierre-Brune (3,05 Mm3) forment le plus important complexe de production d'eau potable du département, avec une capacité totale de 20 000 à 36 000 m3/jour.